# غيريجا ديفي
غيريجا ديفي (8 مايو 1929 - 24 أكتوبر 2017) مغنية هندية كلاسيكية هندوستانية غاراناسية من السينا وباناراس، غنت الموسيقى الكلاسيكية وساعدت في رفع مستوى ثومري، لعبت دورًا رئيسيًا في ترويج صورة ثومري، التي أعطاها اسم «ملكة ثومري». فكرت فيها كوسيلة يمكن من خلالها التعبير عن نفسها عن عواطف الحب والشوق والإخلاص هي جزء لا يتجزأ من ثومري، التي لطالما أعتقدت أنها النوع الصحيح من الموسيقى، لقد قضيت سنوات عديدة في دراسة الرموز التي تستخدم الكثير من الحب والإخلاص لراما وكريشنا. إلى جانب غناء خيالي، ثومري وتابّا كان في رأيها هي قلب وروح الموسيقى الكلاسيكية في الجزء من شمال شبة الجزيرة الهندية، أحببت غناء أشكال كلاسيكية أخرى مثل دادرا، هولي، شاتي، وجولاه . كلمات وأنماط هذه الأنواع فريدة من نوعها للغاية إلى باناراس.

## نشأتها
ولدت غيريجا في 8 مايو 1929 في أسرة هندوسية تقليدية في قرية في شمال الهند، حيث عاشت مع والدها رامديو راي ووالدتها وشقيقها الأكبر سناً، انتقلنا العائلة في وقت لاحق إلى باناراس عندما كان عمرها عامين. أصبحت المدينة جزءًا لا يتجزأ من حياتها وموسيقاها، حيث تلقت تعليميها الموسيقى في باناراس في منزل جورو. في حي يعرف باسم كبير شورى، الحي الذي أصبح موطناً للعديد من الموسيقيين المشهورين مثل كانتي مهاراج وكيشان مهاراج وهانومان براساد وبياد رامداس ورام ساهي وساجان ميشرا وغيرها الكثير.
نشأت في ذلك الحي وكان مظهرها الخارجي قليلا ما يميل إلى مظهر الفتاة المسترجلة، علمها والدها كيفية القيام بجولات ركوب الخيل، وهو أمر لم يكن شائعا أن تتعلمه الفتيات الصغيرات في أوائل القرن العشرين. وباعتباره راعياً حقيقياً للموسيقى، كان والدها هو الذي أدرك شغفها بالغناء وأوجد لها مدرساً. بدأ المعلم الأول، بانديت سارجو براساد ميسرا، تدريبي الصارم في الموسيقى الصوتية عندما كانت في الرابعة من عمرها. علمني أشكالًا كلاسيكية متنوعة، بما في ذلك خيال وثومري وأنماط أكثر صعوبة وتعقيدًا تقنيًا مثل Tappa. بعد أن انتقل سارجو برساد-جي، أصبحت تلميذا لشريشاند ميشرا.
لما ينتهي عامها الخامس عشر فقط، حتى كنت متزوجة من شري مادوسودان جاين، وهو رجل أعمال كان حقاً من عشاق الموسيقى والشعر. كانت محظوظة للحصول على الكثير من الدعم من زوجها بعد عام من زواجها، أصبحت لديها طفلة واستمر زوجها في دعم مهنتها الموسيقية ولكنني سرعان ما شعرت بتوترات ومطالب الحياة المنزلية التي تتدخل في ممارسته المهنية.
قررت أن أذهب بعيدا إلى سارناث لمدة عام. حيث وجد زوجها مكانًا صغيرًا لي عشت هناك مع خادمها بينما كانت والدتي تعتني بابنتي واستمت في تلقي الدروس الموسيقية الصارمة التي دامت سنة واحدة مع الممارسة الروحية العميقة، سادانا.
العمل الشاق أتى ثماره عدت إلى باناراس مع نظرة جديدة وظهرت غيريجا ديفي لأول مرة في عام 1949 على المحطة الإذاعية إذاعة كل الهند في بلدة تسمى الله أباد، ليس بعيدًا جدًا عن باناراس، لكنها واجهت معارضة من أمها وجدتها، لأنه كان يعتقد تقليديًا أنه لا ينبغي لأية امرأة من الطبقة العليا أن تؤدي أدائها الغنائي علانية. عندما كانت في عمر 20 عامًا بدأت بالفعل مهنة رسمية كموسيقية محترفة بدعم زوجها ورفضه أن تؤدي في حفلات خاصة، وهو ما وافقت عليها وكنت سعيدا لتلبية رغباته.
سافرت في جميع أنحاء الهند، وعلى طول الطريق، تعرفت على رافي شانكار-جي، علي أكبر جي، وغيرهم من الفنانين المعاصرين. أصبحوا أعز أصدقائها، وعائلتها الموسيقية. قدمت حفلتها العامة الأولى في بيهار في عام 1951. درست مع سري تشاند ميسرا حتى توفي في أوائل الستينيات، وعملت كعضو هيئة تدريس في أكاديمية سانجيت لأبحاث تكنولوجيا المعلومات في كولكاتا في الثمانينيات وجامعة باناراس الهندوسية في أوائل التسعينات، وعلمت العديد من الطلاب للحفاظ على تراثها الموسيقي،
كان فقدان زوجها في عام 1975 واحدة من أكثر اللحظات إيلاما في حياتها وتحمل كامل مسؤولية ما ادعها إلى التوقف عن الأداء بشكل كلي مرت سنة، حتى تم أقنعنها من قبل أصدقائها وجمهورها بالعودة إلى الأداء حيث عدت إلى المسرح وهذا هو ما كان مقدر لها أن تفعله.
غريجا ديفي غالبًا ما قامت بجولات وسيقية واستمرت في الأداء في عام 2009.

## جوائز وتكريم
- بادما شري (1972)
- بادما بوشان (1989)
- بادما فيبوشان (2016)[5]

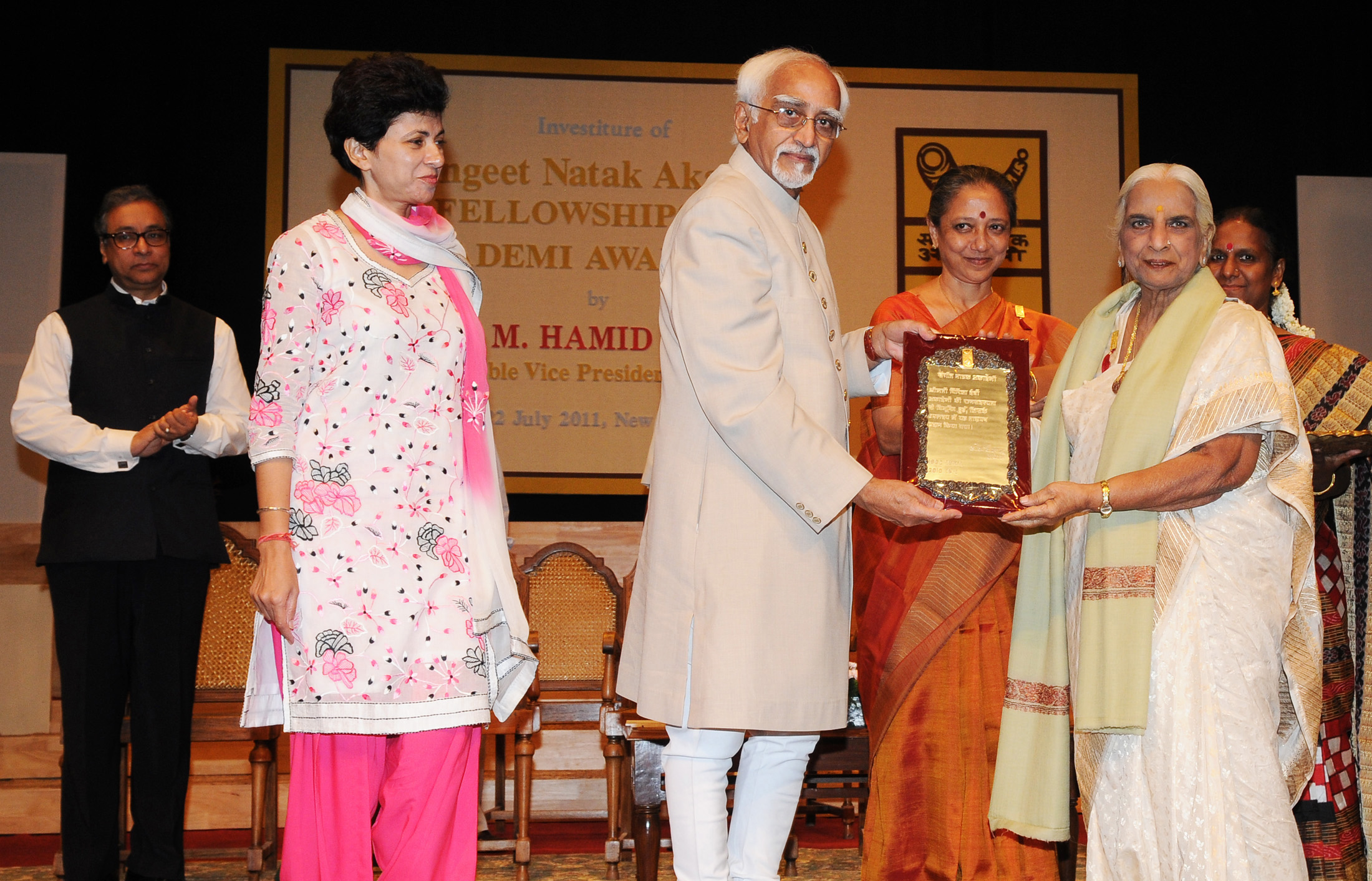
محمد حميد أنصاري يقدم زمالة سانجيت ناتاك أكاديمي 2010 إلى جيريجا ديفي ، في حفل تنصيب زمالات سانجيت ناتاك أكاديمي وجوائز سانجيت ناتاك أكاديمي 2010

- جائزة سانجيت ناتاك الأكاديمية (1977)
- زمالة سانجيت ناتاك الأكاديمية (2010)[6]
- جائزة مها سانجيت سمان (2012)[7]
- جائزة سانجيت سمان (مؤتمر دوفر لين الموسيقى)
- جوائز جيما 2012 (إنجازات مدى الحياة)
- تاناريري بوراسكار

### روابط خارجية
- غيريجا ديفي على موقع ميوزك برينز (الإنجليزية)
- غيريجا ديفي على موقع ديسكوغز (الإنجليزية)